# Eurygaster
Eurygaster es un género de hemípteros acorazados de la familia Scutelleridae extendido en Eurasia y en algunas zonas de América del Norte.

## Especies en Europa
- Eurygaster austriaca (Schrank, 1776)
  - Eurygaster austriaca austriaca (Schrank, 1776)
  - Eurygaster austriaca seabrai China, 1938
- Eurygaster dilaticollis Dohrn, 1860
- Eurygaster fokkeri Puton, 1893
- Eurygaster hottentotta (Fabricius, 1775)
- Eurygaster integriceps Puton, 1881
- Eurygaster maura (Linnaeus, 1758)
- Eurygaster minor Montandon, 1885
- Eurygaster testudinaria (Geoffroy, 1785)

## Otras especies
- Eurygaster alternata (Say, 1828)
- Eurygaster amerinda Bliven, 1956
- Eurygaster minidoka Bliven, 1956
- Eurygaster paderewskii Bliven, 1962
- Eurygaster shoshone Kirkaldy, 1909